# زمین‌لرزه ۲۰۲۰ جامائیکا

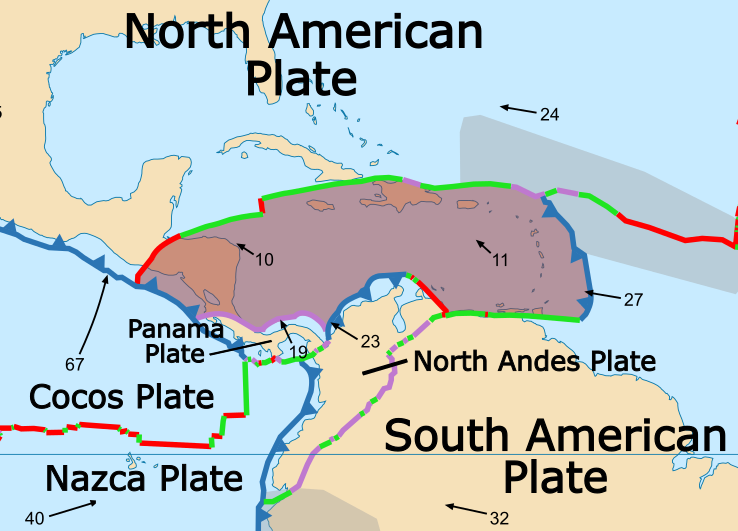
زمین‌لرزه ۲۰۲۰ جامائیکا

در روز ۲۸ ژانویه ۲۰۲۰ یک زمین‌لرزه به بزرگی ۷٫۷ ریشتر شمال جامائیکا و غرب کوبا را لرزاند